# Aéroport de Luxembourg-Findel
L'aéroport de Luxembourg-Findel, parfois simplement appelé le Findel (code IATA : LUX • code OACI : ELLX), est un aéroport du Luxembourg, situé à quelques kilomètres au nord-est de la ville de Luxembourg sur les communes de Niederanven et Sandweiler, dont la localité de Findel située dans cette dernière, d'où son nom.
Il s'agit du seul aéroport  du pays de sorte qu'il est exclusivement international. Il sert de hub à la compagnie aérienne nationale Luxair, ainsi qu'à la compagnie internationale de fret Cargolux. Il abrite les bureaux du service météo national MeteoLux.
En ce qui concerne le transport de marchandises, l'aéroport du Findel est le cinquième aéroport de fret européen derrière Paris, Francfort, Amsterdam et Londres et se classe 23e au niveau mondial.
Pour ce qui est du trafic des passagers, il connaît une croissance sans précédent, il a accueilli 4,46 millions de passagers en 2019.
L'aéroport ne dispose que d'une seule piste active, orientée 06/24, de 4 000 × 45 mètres de long.

## Histoire

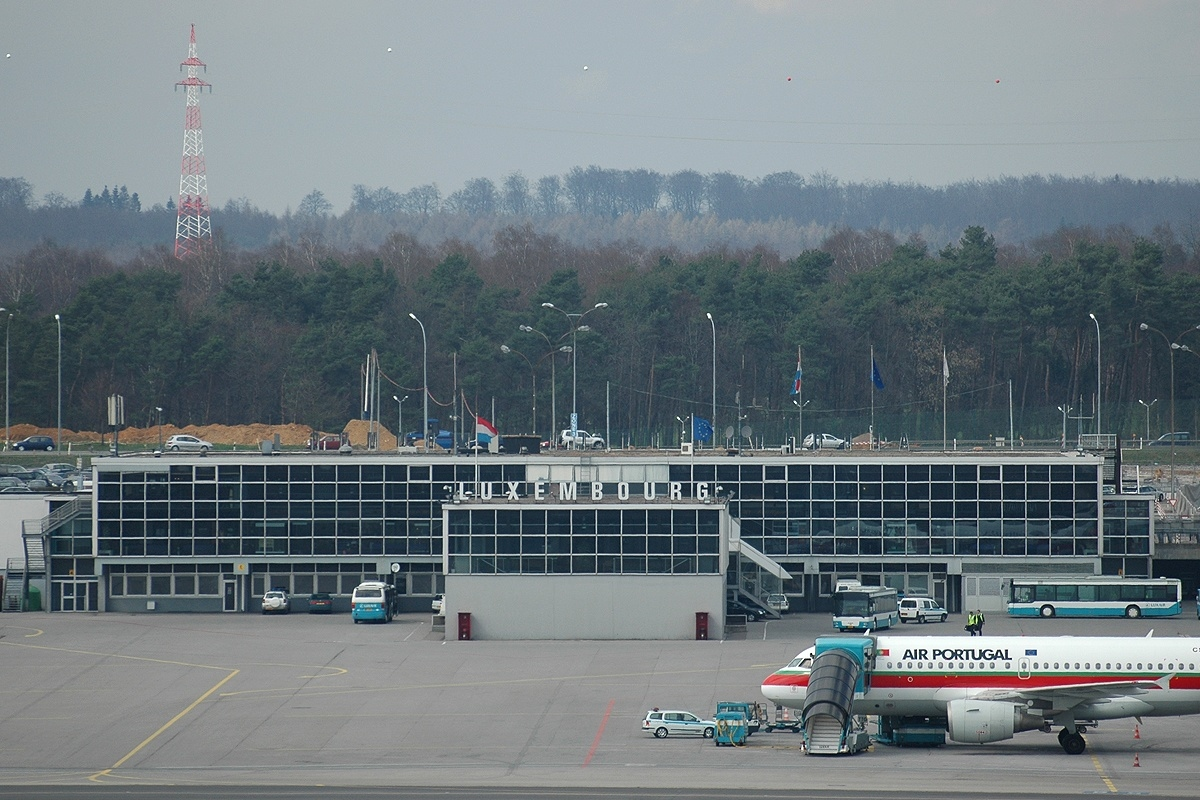
L'ancien terminal principal.

C'est dès 1930 que les pionniers luxembourgeois de l'aviation choisirent le site de Findel pour y pratiquer leur passion. La Seconde Guerre mondiale retarda ce projet, et ce n'est finalement qu'en 1945 que l'aéroport de Findel démarra ses activités. Il fut inauguré en 1946.
Avec une piste de gazon et un petit bâtiment de bois, l'aéroport accueille déjà plus de mille avions en 1946, nombre en constante augmentation depuis. Ce trafic intense exige, au début des années 1950, la construction de deux pistes : l'une de 2 000 mètres par 60 m et l'autre de 1 600 mètres par 50 m ; et en 1954 la piste principale, agrandie à 2 850 mètres et balisée, permettait enfin au Grand-duché d'avoir un aéroport international autorisant les vols de nuit. Cette extension provoque la fermeture de l'aérodrome d'Esch-sur-Alzette.
Cet essor de l'aéroport était partiellement dû à la compagnie luxembourgeoise Luxembourg airlines renommée en 1962 Luxair. Le début des années 1970 voit naître le projet d'extension de la piste principale et de plus la naissance des vols de fret avec la création de Cargolux, compagnie qui va contribuer à la modernisation des équipements (système atterrissage « tout temps ») et à l'agrandissement effectif de la piste sur une longueur de 4 002 × 60 mètres depuis 1984. Dans les années 1990, une nouvelle tour de contrôle, centralisant les services du contrôle aérien et radiotechnique, est mise en service.
La construction d'une nouvelle aérogare nettement plus grande pour accueillir jusqu'à 4 millions de passagers par an fut confiée à LuxAirport en 2002. Depuis lors, les terminaux A et B ont vu le jour. Le terminal B « petits porteurs » est totalement fonctionnel depuis 2004 et a rouvert en juillet 2017, avec la construction d'une passerelle le reliant au terminal A. La construction du terminal A a été achevée en 2008 et ce terminal a été mis en service le 21 mai 2008.
Une ligne ferroviaire reliant l'aéroport à la gare centrale de Luxembourg-Ville était en projet pour une mise en service prévue en 2016, mais elle est suspendue en 2012 et seul le gros œuvre de la gare du Findel a vu le jour,. En revanche, il constitue depuis 2025 le terminus du tramway de Luxembourg.

## Géographie
| Esch-sur-Alzette Luxembourg-Findel Medernach Noertrange Useldange |

### Localisation
L'aéroport du Findel se trouve au Nord-Est de Luxembourg, près des villages de Sandweiler et Senningerberg, à 6 km du centre de la capitale.

### Infrastructures

Plan d'Aéroport

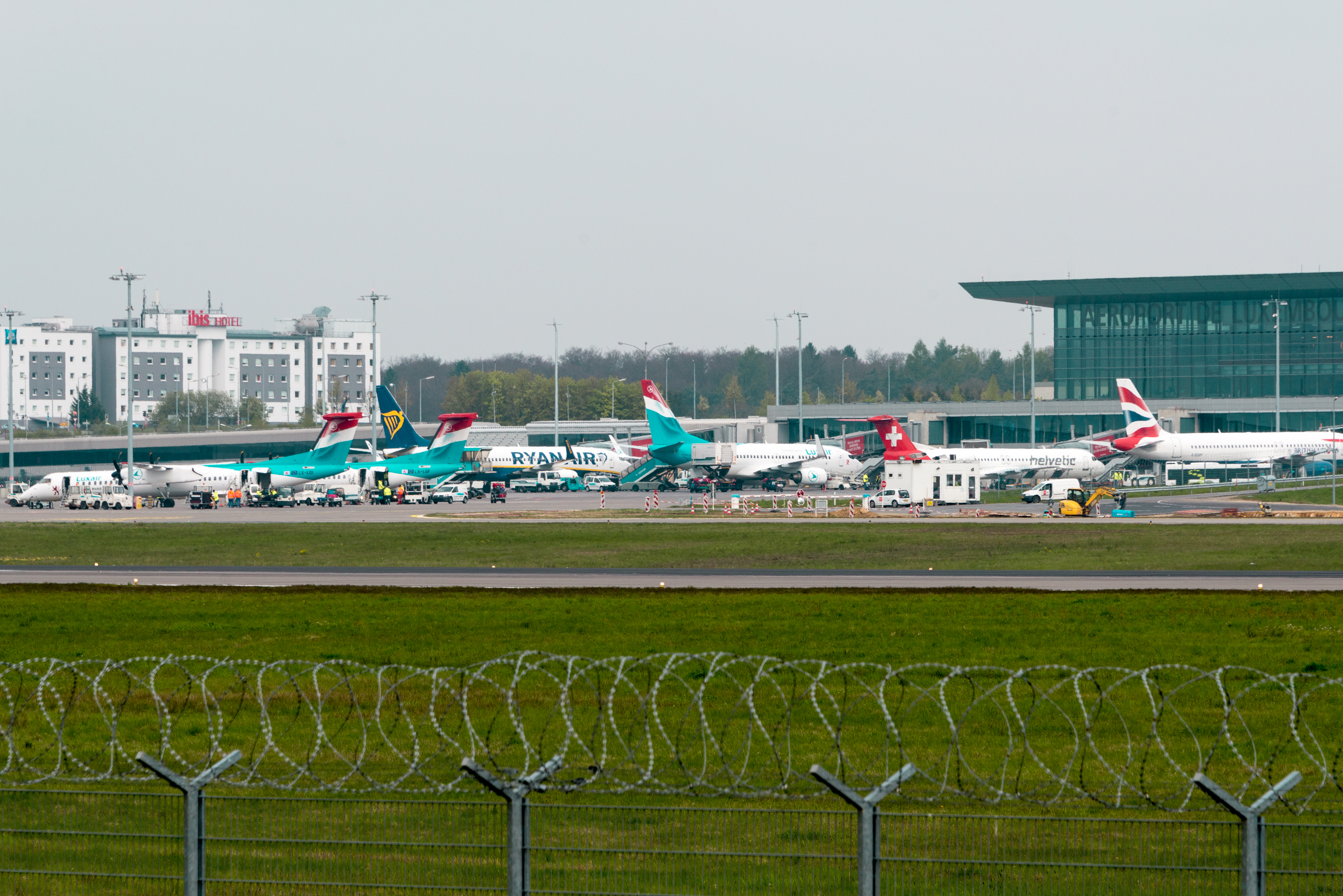
Vue sur le nouveau terminal A.

Aujourd'hui, l'aéroport dispose des infrastructures nécessaires pour accueillir dans son ensemble jusqu'à 5 millions de passagers. Luxair, compagnie aérienne nationale du Luxembourg, a son hub au Findel. Avec environ 4,46 millions de passagers en 2019, il est le deuxième aéroport le plus fréquenté de la grande région directement après l'aéroport de Charleroi-Bruxelles-Sud.
En ce qui concerne le fret, l'aéroport du Findel a un trafic de fret de 1 125 000 tonnes en 2021, en faisant le cinquième aéroport fret européen derrière Paris, Francfort, Amsterdam et Londres. Cargolux, compagnie exclusivement cargo, a son hub principal au Findel.
L'aéroport de Findel dispose d’une piste, la 06/24 :
- longueur : 4 002 mètres ;
- largeur : 60 m ;
- surface : asphalte ;
- mouvements d´avions sur la piste : 84 222 en 2014 ;
- fréquences ILS : 109.9/110.7.

En parallèle, l'aéroport se compose de trois terminaux : 
- le terminal A, inauguré le 21 mai 2008 ;
- le terminal B, inauguré le 26 mai 2004 ;
- le terminal affaire, inauguré en février 2008.

### Nouveau terminal A
Inauguré le 21 mai 2008 à 4h00, le terminal A est pour l'instant le seul terminal actif de Luxembourg-Findel. Sa construction a débuté le 17 décembre 2003 et il est aujourd'hui le plus grand bâtiment de l'aéroport dans le secteur public des passagers. Il possède 18 portes d'embarquements dont 5 passerelles permettant aux passagers de rejoindre leurs avions sans en sortir (ou à prendre un bus). Ses 5 passerelles sont réservées en général aux avions moyens courriers du type Boeing 737-700/800/900 et Airbus A220-100/300 et A319/320/321. En d'autres termes des avions (narrowbody) avec une capacité entre 125 et 220 places maximales à bord.

### Ancien terminal A
Inauguré en 1975, l'ancien terminal A était avec en tout 9 portes d'embarquement le bâtiment principal de l'aéroport, il fut le seul et unique bâtiment de l'aéroport jusqu'en 2004. Le 21 mai 2008, ce terminal a été fermé et démoli fin 2011 jusqu'au mois de mars 2012. En effet, il commençait à devenir trop petit et ne remplissait plus les normes de sécurité nécessaires pour un terminal de nos jours. Ceci pour faire place à une passerelle reliant le nouveau terminal A au terminal petit-porteurs B.
En quelques chiffres :
- la capacité maximale de l'ancien terminal A était de 1,7 million de passagers par an en mélange avec le terminal B ;
- la capacité maximale du nouveau terminal A est de 4 millions de passagers par an ;
- la capacité maximale du terminal B après les modifications et sa réouverture en 2017 est de 1 million de passagers par an ;
- en 2019, environ 4,5 millions de passagers ont passé le nouveau terminal A[1].

### Terminal B
Inauguré le 26 mai 2004, le terminal B transporte de nos jours les vols petit porteur de type Bombardier Q400, ERJ175/190/195 et CRJ700/900/1000. Ces types d'avions ont une capacité entre 76 et 120 passagers et sont destinés à servir des destinations dans l'espace "Schengen".
Le terminal possède 10 portes d'embarquement.
On ne peut pas dire qu'il s'agit d'un vrai terminal autonome. C'est plutôt un bâtiment comme les portes B et C dans le terminal 5 de Londres-Heathrow, car il n'est constitué que de portes d'embarquement, il ne possède pas de hall d'arrivées ou de comptoirs d'enregistrement. Le Ministre du transport et des infrastructures François Bausch avait annoncé sa réouverture pour la haute saison 2017.
Cette mesure devient aussi nécessaire, car en 2017, le terminal A dépassait pour sa première fois la capacité de 3 millions passagers par an.

## Compagnies et destinations

### Destinations

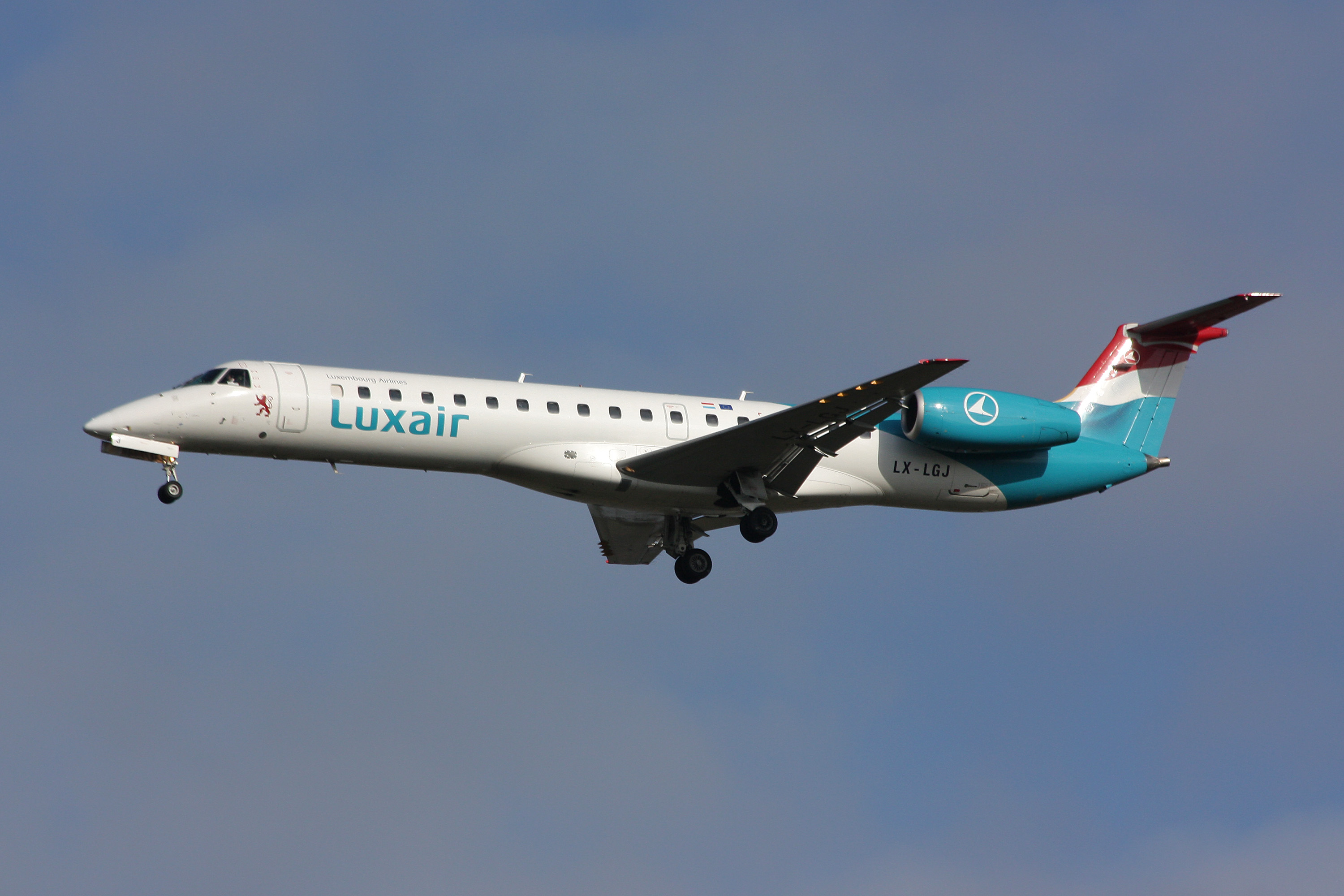
Un Embraer ERJ 145 de Luxair.

| Compagnies              | Destinations |
| ----------------------- | --- |
| Aegean Airlines         | Athènes E.-Venizélos |
| British Airways         | Londres-Heathrow |
| China Southern Airlines | Zhengzhou |
| EasyJet                 | Lisbonne-H. Delgado, Milan-Malpensa, Porto-F. Sá-Carneiro |
| KLM                     | Amsterdam |
| LOT Polish Airlines     | Varsovie-Chopin |
| Lufthansa               | Francfort, Munich-F. J. Strauß |
| Luxair                  | - Bari-Karol Wojtyła, - Barcelone-El Prat, - Belgrade-Nikola-Tesla, - Berlin-Brandebourg, - Bologne-Borgo Panigale, - Bucarest-H. Coandă, - Budapest-Ferenc Liszt, - Copenhague-Kastrup, - Cracovie-Jean-Paul II, - Djerba-Zarzis, - Dublin, - Faro, - Fuerteventura, - Genève-Cointrin, - Hambourg-H.-Schmidt, - Hurghada, - Lanzarote-Arrecife, - Las Palmas/Gran Canaria, - Lisbonne-H. Delgado, - Londres-City, - Madère-C. Ronaldo, - Madrid-Barajas, - Malaga-Costa del Sol, - Malte, - Manchester, - Marsa Alam, - Milan-Linate, - Milan-Malpensa, - Monastir, - Montpellier-Méditerranée, - Munich-F. J. Strauß, - Nice-Côte d'Azur, - Oslo-Gardermoen, - Palma de Majorque, - Paris-Charles de Gaulle, - Porto-F. Sá-Carneiro, - Prague-Václav-Havel, - Rome Léonard-de-Vinci/Fiumicino, - Stockholm-Arlanda, - Ténériffe-Sud Reine Sofia, - Venise - Marco Polo, - Vienne-Schwechat En saison : - Abruzzes, - Agadir-Al Massira, - Ajaccio-Napoléon-Bonaparte, - Almeria, - Antalya, - Bastia-Poretta, - Biarritz-Pays Basque, - Bordeaux-Mérignac, - Brač, - Brindisi Papola/Casale, - Bourgas, - Cagliari, - Calvi Sainte-Catherine, - Catane-Fontanarossa, - Corfou-I. Kapodístrias, - Dakar-B. Diagne, - Dubaï, - Dubrovnik, - Figari Sud Corse, - Florence-Peretola, - Héraklion-N. Kazantzákis, - Heringsdorf, - Ibiza, - Izmir-A. Menderes, - Jerez de la Frontera, - Kos, - Lamezia Terme, - Ljubljana-Jože Pučnik, - Marrakech-Ménara, - Minorque-Mahón, - Mykonos, - Naples-Capodichino, - Palerme Falcone-Borsellino, - Podgorica, - Praia, - Rabil, - Rhodes-Diagoras, - Rimini, - Sal-A. Cabral, - Salzbourg-W. A. Mozart, - Santorin, - São Pedro C.-Évora, - Sylt-Westerland, - Thessalonique-Makedonía, - Tivat, - Toulon-Hyères, - Tunis-Carthage, - Valence, - Varna, - Zadar |
| Ryanair                 | - Barcelone-El Prat, - Bergame-Orio al Serio, - Dublin, - Faro, - Lisbonne-H. Delgado, - Londres-Stansted, - Madrid-Barajas, - Malte, - Marseille-Provence, - Porto-F. Sá-Carneiro En saison: Berlin-Brandebourg, Palma de Majorque, Séville-San Pablo, Toulouse-Blagnac |
| Swiss                   | Zurich |
| TAP Air Portugal        | Lisbonne-H. Delgado En saison: Porto-F. Sá-Carneiro |
| Turkish Airlines        | Istanbul |
| Volotea                 | Nice-Côte d'Azur En saison : Alicante-Elche |
| Wizz Air                | Bucarest-H. Coandă, Rome Léonard-de-Vinci/Fiumicino, Skopje |

Actualisé le 30/07/2023

### Fret

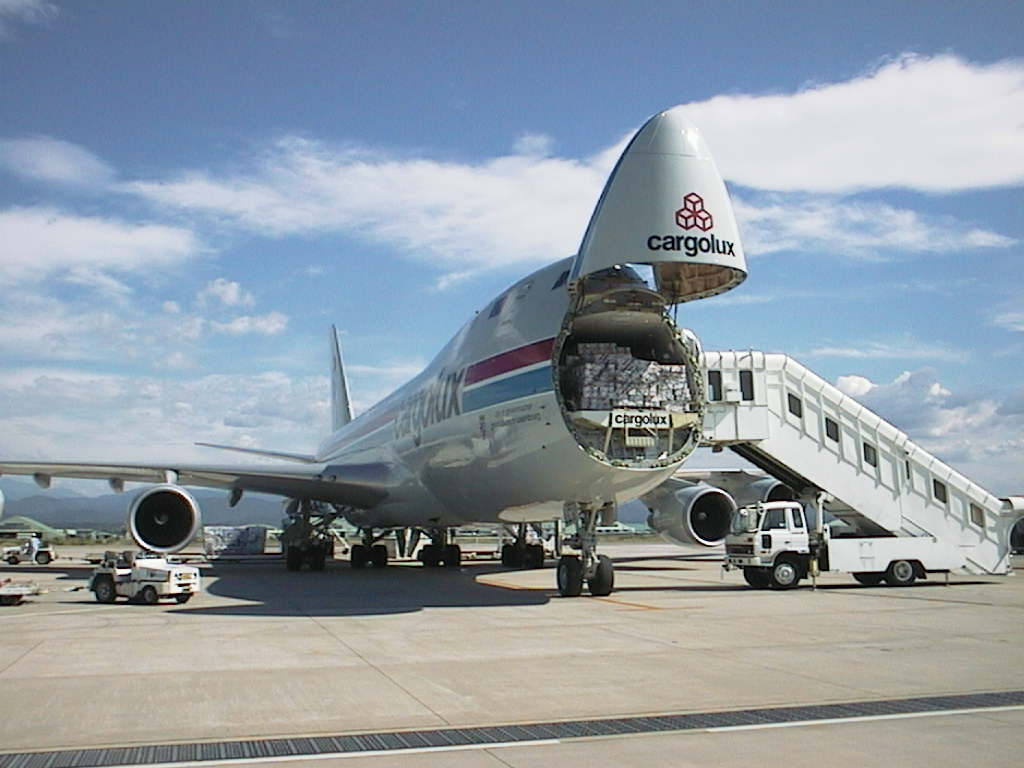
Avec sa petite vingtaine de Boeing 747, Cargolux est la principale compagnie fret de l'aéroport.

- Cargolux
- Cargolux Italia
- China Airlines Cargo
- China Southern Cargo
- Emirates SkyCargo
- Panalpina
- Qatar Airways Cargo
- Silk Way Airlines
- Uni-Top Airlines

## Trafic

### Passagers
Le trafic de l'aéroport du Findel est en hausse depuis plusieurs années. La compagnie ayant transporté le plus de passagers est Luxair avec 2,1 millions de passagers. Vient ensuite en seconde position, la compagnie low-cost EasyJet avec 200 000 passagers, puis pour finir ce top 3, KLM avec 148 000 passagers[Quand ?].
Pour des raisons techniques, il est temporairement impossible d'afficher le graphique qui aurait dû être présenté ici.

Voir la requête brute et les sources sur Wikidata.
| 1955 | 10 502    | 2001 | 1 625 323 | 2011 | 1 791 231 | 2021 | 2 038 392 |
| 1960 | 55 591    | 2002 | 1 522 458 | 2012 | 1 919 694 | 2022 | 4 114 291 |
| 1965 | 214 189   | 2003 | 1 461 140 | 2013 | 2 197 331 |      |           |
| 1970 | 476 938   | 2004 | 1 521 806 | 2014 | 2 467 864 |      |           |
| 1975 | 656 590   | 2005 | 1 573 825 | 2015 | 2 687 086 |      |           |
| 1980 | 670 159   | 2006 | 1 613 475 | 2016 | 3 022 912 |      |           |
| 1985 | 878 513   | 2007 | 1 642 848 | 2017 | 3 599 390 |      |           |
| 1990 | 1 072 264 | 2008 | 1 696 011 | 2018 | 4 036 878 |      |           |
| 1995 | 1 267 640 | 2009 | 1 551 315 | 2019 | 4 416 038 |      |           |
| 2000 | 1 669 484 | 2010 | 1 630 027 | 2020 | 1 425 880 |      |           |

### Fret
L'activité cargo a connu une croissance de 9,5 % en 2013 avec 673,500 tonnes de fret transporté. Ainsi, Luxembourg Findel reste le 5e aéroport européen, et le 28e mondial, en termes de fret.
| Année | Fret/kg     |      |             |
| ----- | ----------- | ---- | ----------- |
| 1990  | 142 956 417 | 2011 | 656 651 139 |
| 1995  | 286 380 935 | 2012 | 614 904 815 |
| 2000  | 499 910 851 | 2013 | 673 499 726 |
| 2005  | 742 341 598 | 2014 | 708 077 753 |
| 2006  | 752 326 390 | 2015 | 737 625 000 |
| 2007  | 856 449 831 | 2016 | 801 806 000 |
| 2008  | 787 971 117 | 2017 | 896 899 000 |
| 2009  | 628 462 233 | 2018 | 894 649 000 |
| 2010  | 705 079 728 | 2019 | 853 354 000 |

## Intermodalité

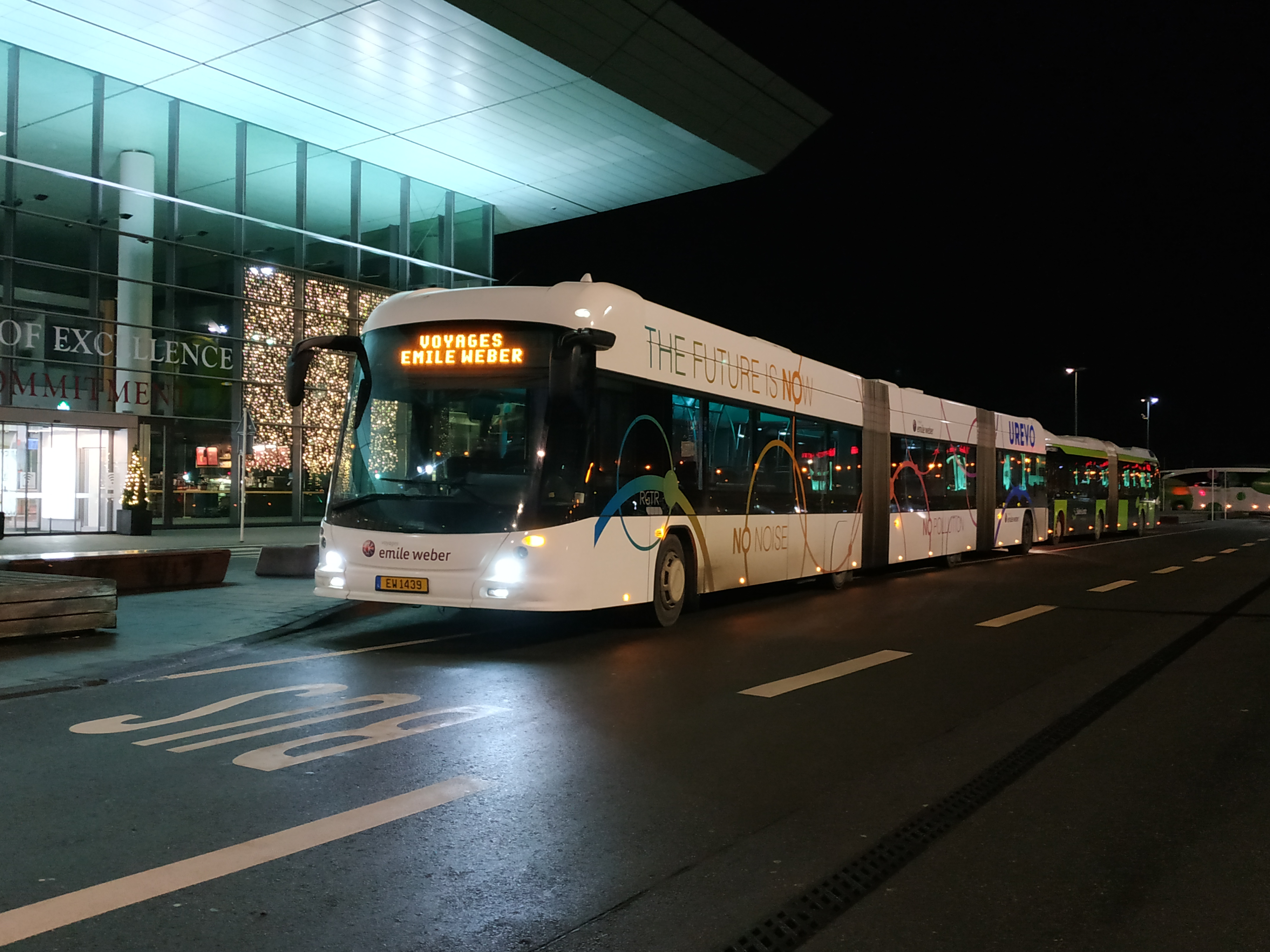
Autobus de la ligne 16 desservant l'aéroport.

### Transport en commun

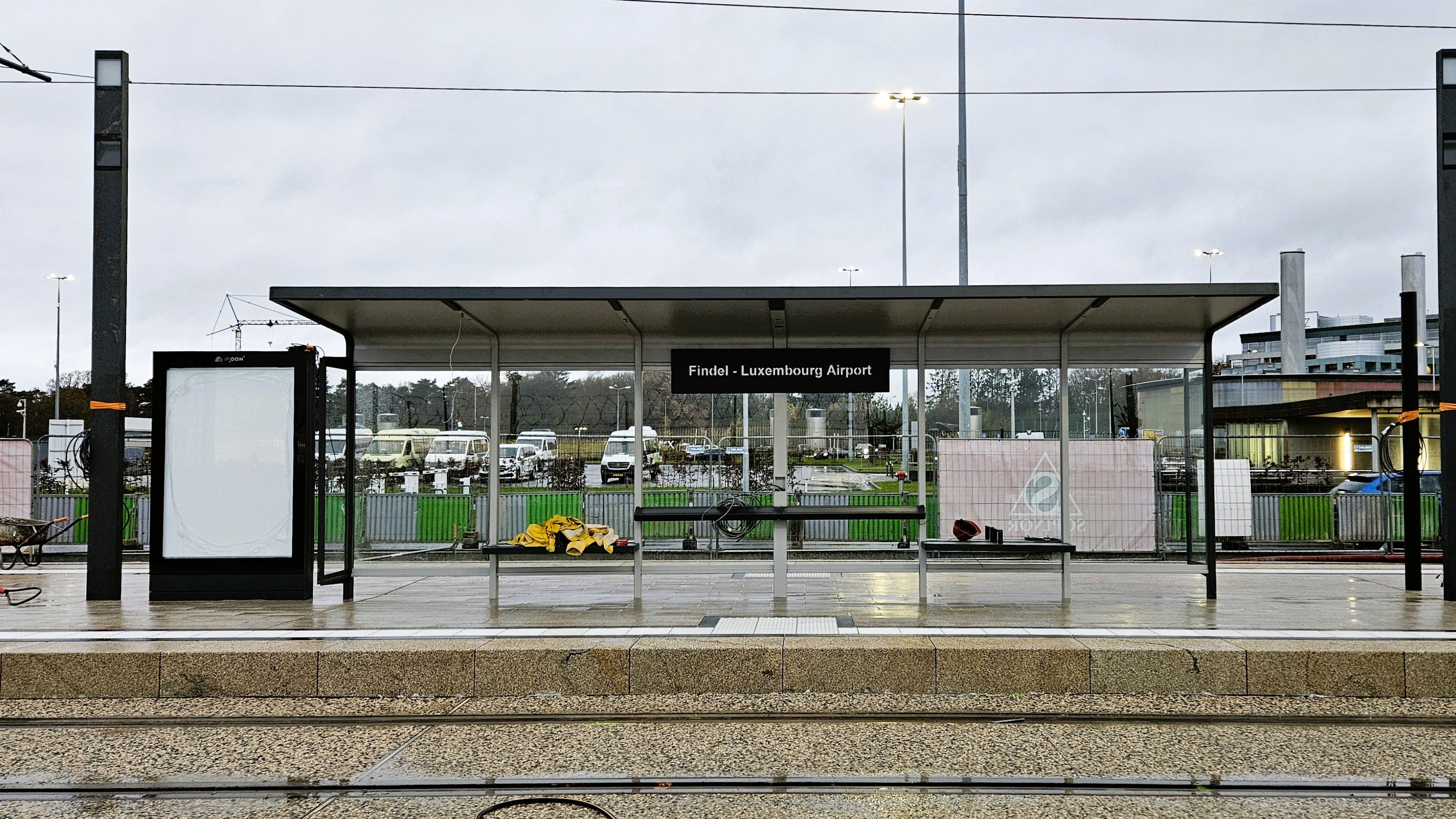
L'arrêt de tram Findel - Luxembourg Airport quelques mois avant son ouverture.

À 6 km du centre de la capitale, l'aéroport est accessible par l'autoroute ainsi qu'en transport en commun, depuis le centre-ville et la gare de Luxembourg. Il constitue depuis le 2 mars 2025 le terminus nord-est de la ligne T1 du Tramway de Luxembourg, et est également desservie par les lignes 6 et 16 des AVL.

### Routier
L'aéroport est accessible par la route via l'autoroute A1 (sortie no 9) qui passe au nord du site, le Cargo Center est plus directement raccordé à la sortie no 10. La route nationale 1 permet ensuite depuis la sortie no 9, de rejoindre les parkings et l'aérogare ; elle permet aussi de s'y rendre depuis le centre de la capitale notamment.

## Accidents et incidents

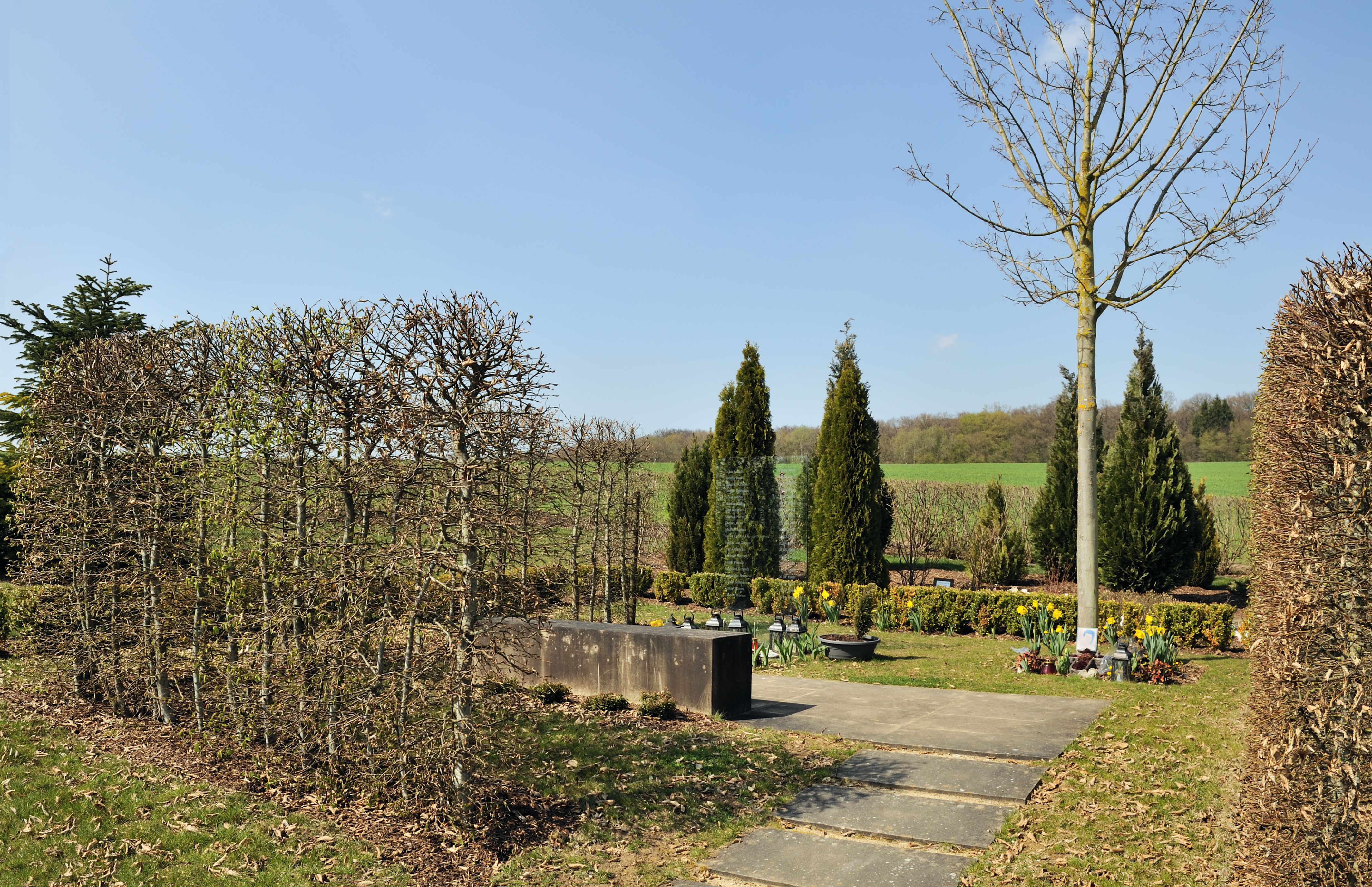
Mémorial sur la route nationale 1 entre Niederanven et Roodt-sur-Syre, commémorant l'accident du vol 9642 de la Luxair, le 6 novembre 2002.

- Le 6 novembre 2002, le vol Luxair 9642 reliant l'aéroport de Berlin-Tempelhof à celui de Luxembourg, assuré par un Fokker 50, s'écrasa lors de sa phase d'atterrissage, le long de la route nationale 1 entre Niederanven et Roodt-sur-Syre, à une dizaine de kilomètres à l'est de l’aéroport. L'accident fit 20 morts et deux blessés graves (le commandant de bord et un passager). Il est notamment dû à une erreur de pilotage[9]. C'est la pire catastrophe aérienne du pays et la seule qu'ait connue la compagnie Luxair.

- Le 21 janvier 2010, le vol Cargolux 7933, assuré par un Boeing 747-400 immatriculé « LX-OCV », heurta un véhicule lors de l'atterrissage. La camionnette fut détruite tandis que l'avion n'eut que des dégâts à son train d'atterrissage et put être remis en service.

## Galerie de photographies

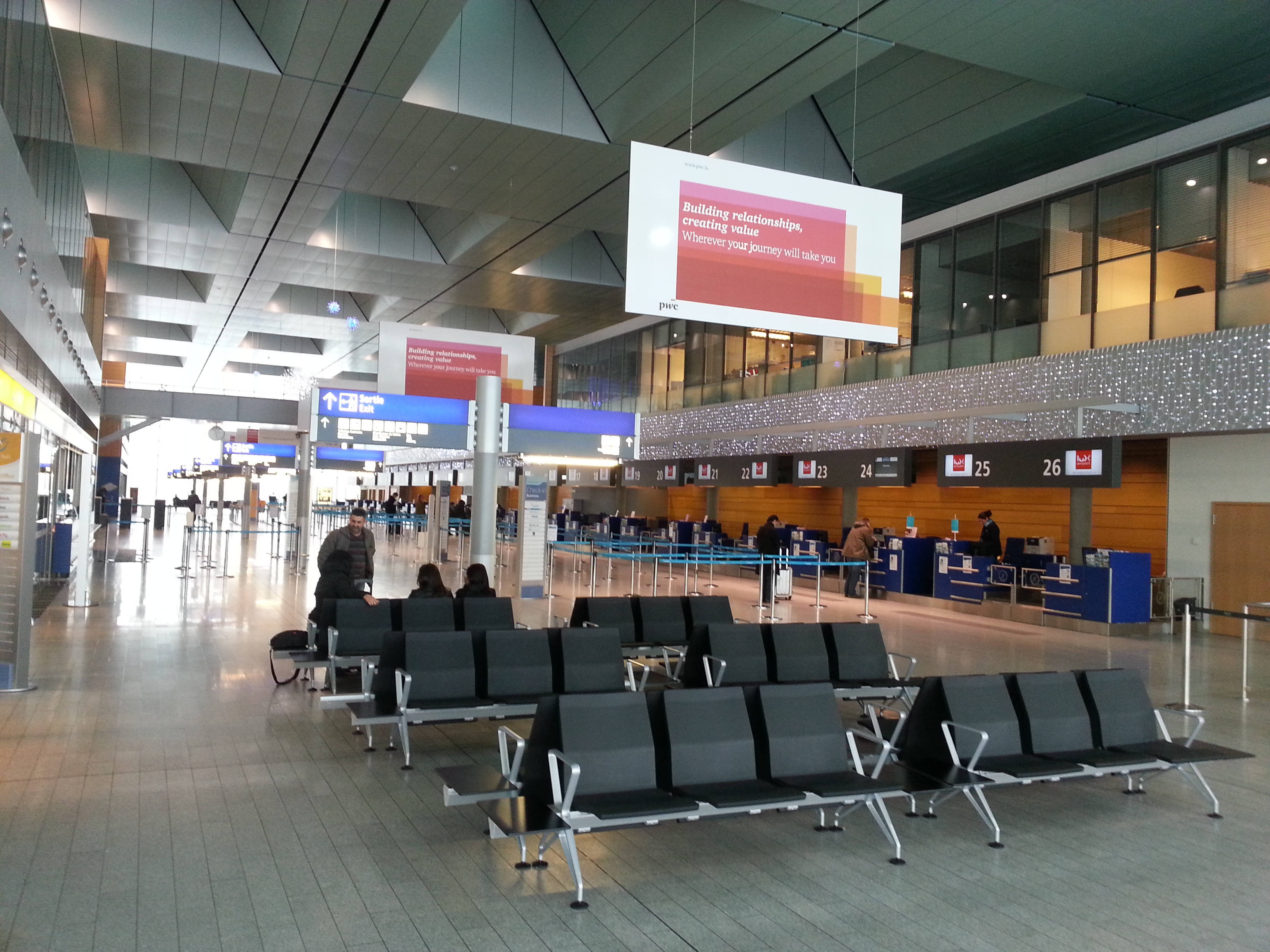
L'intérieur du terminal principal (terminal A).
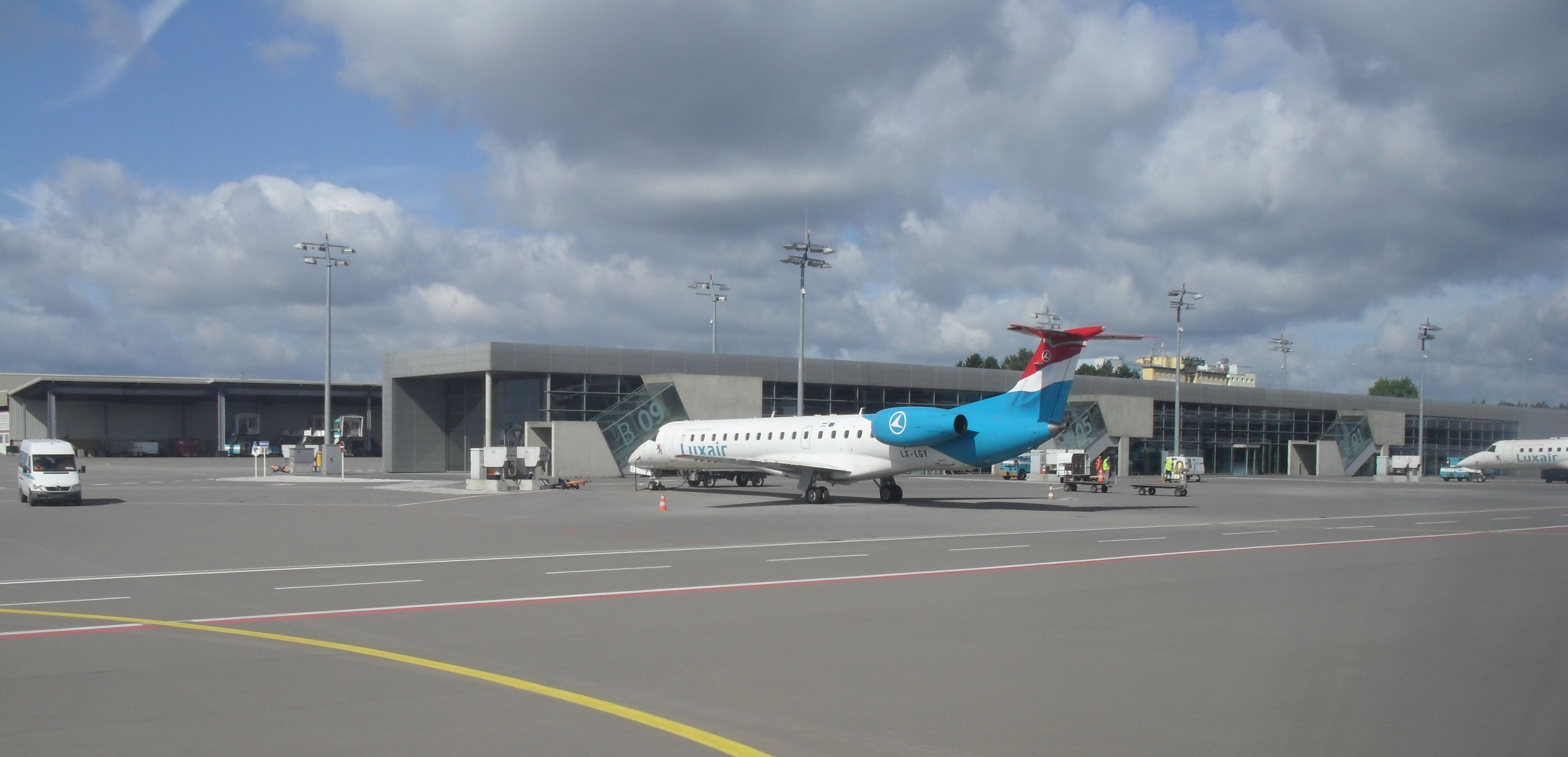
Le terminal « petits porteurs » (terminal B).
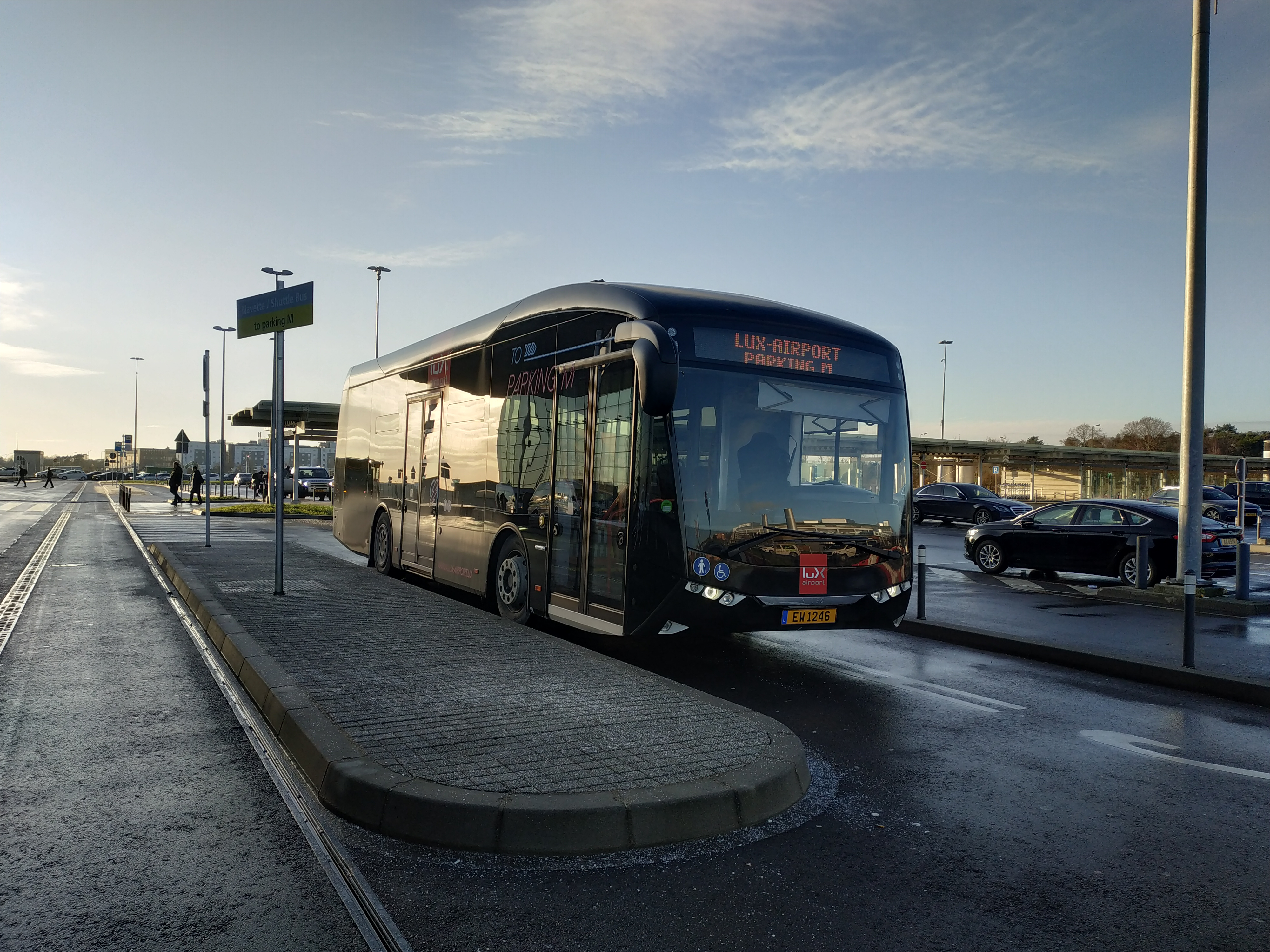
Bus servant à faire la liaison avec les parkings de l'aéroport.
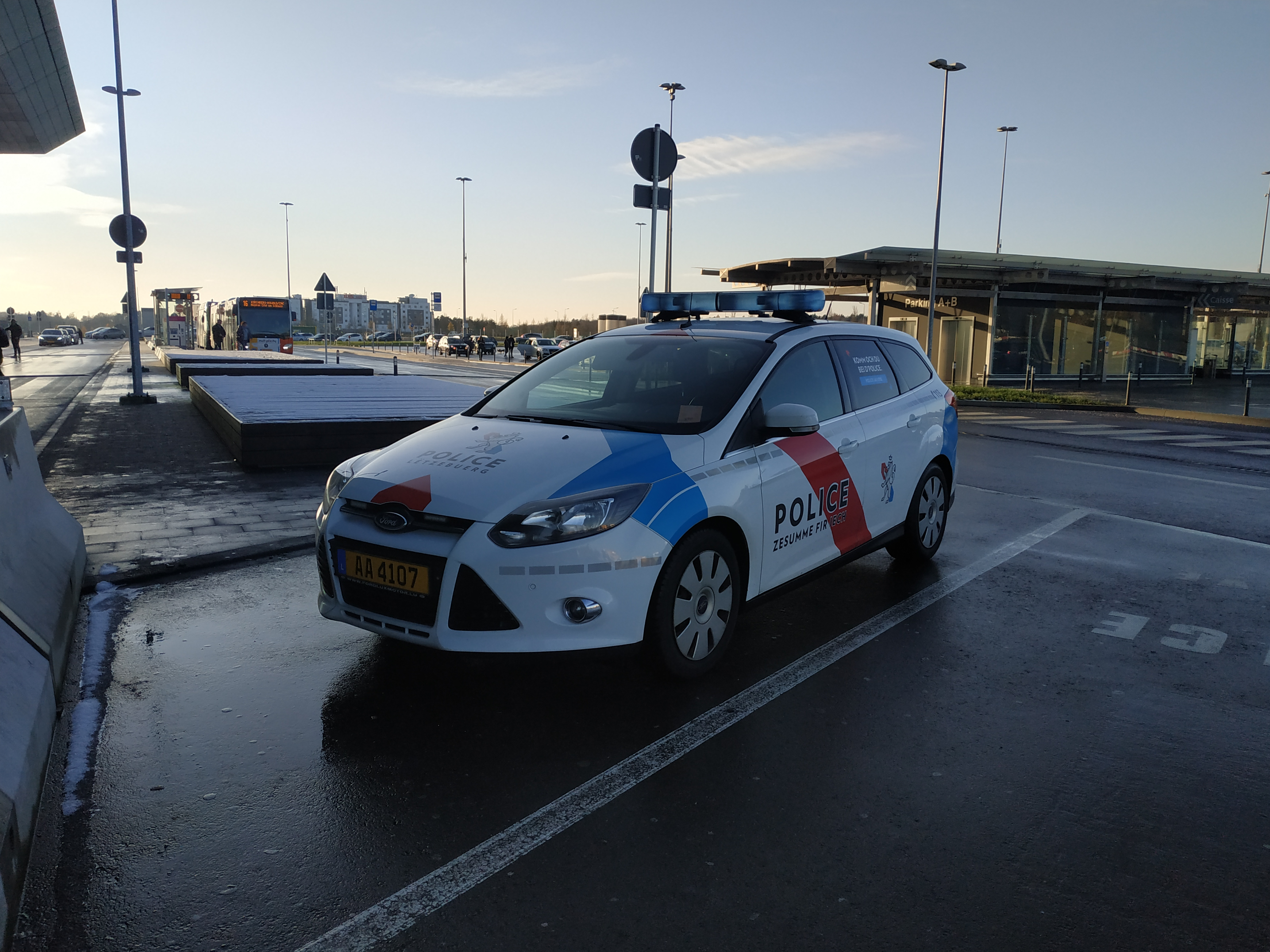
La police est présente en permanence pour assurer la sécurité du site.
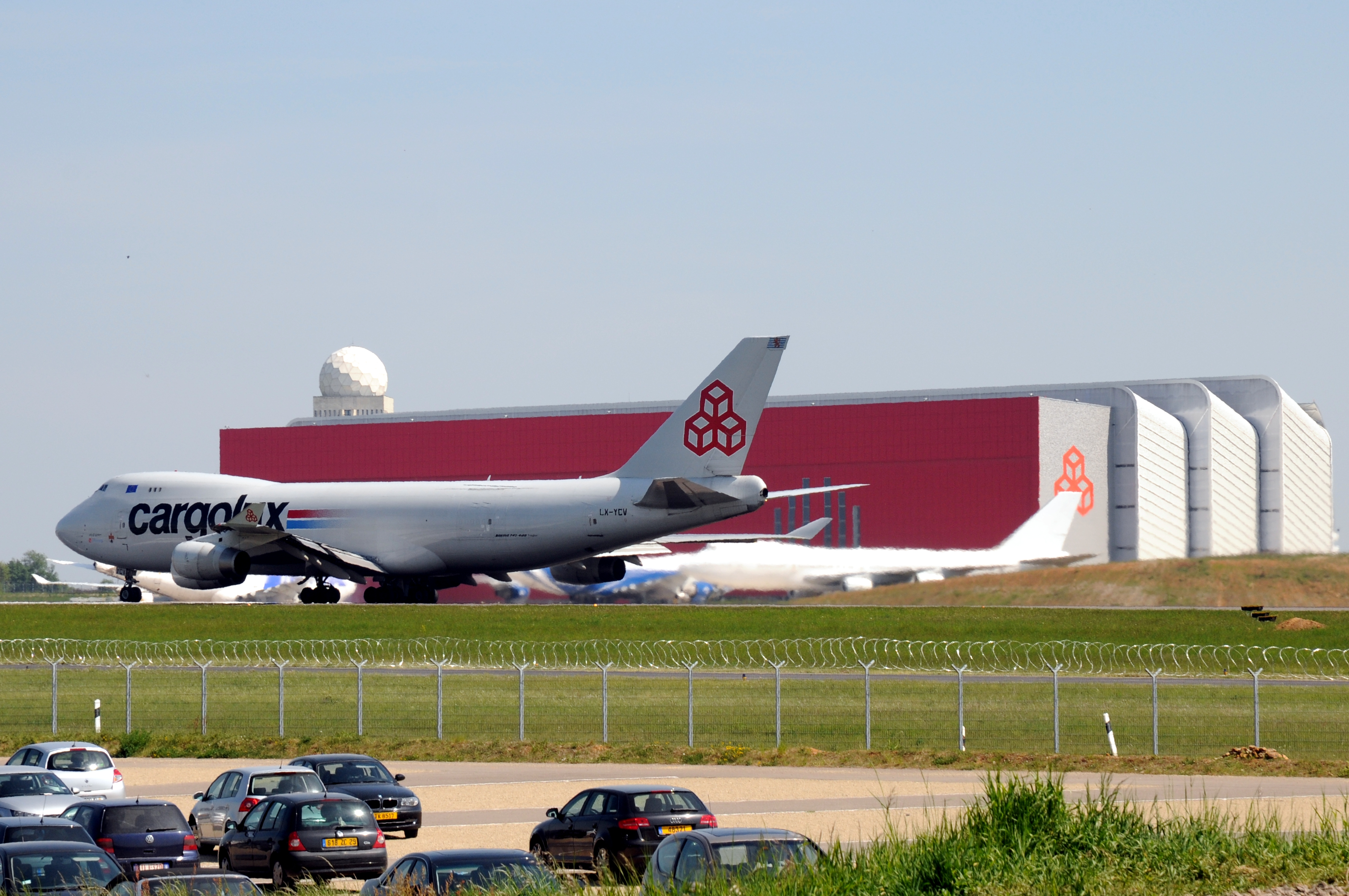
Les nouveaux hangars de gestion de Cargolux avec l'un de leurs Boeing 747 au premier plan.
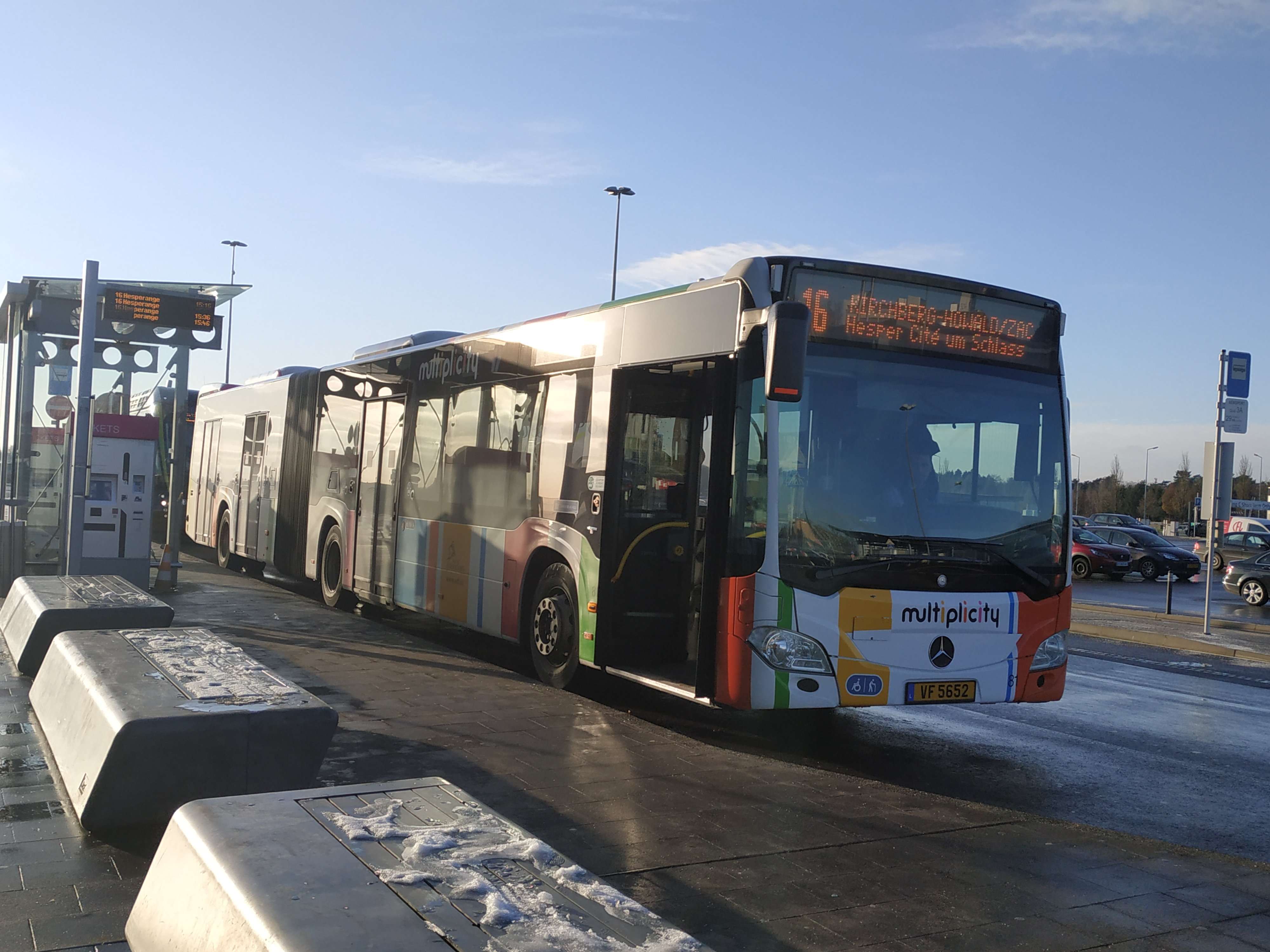
Un des nombreux autobus de la ligne 16 desservant l'aéroport.